# لوس غالاردوس
بلدية لوس غالاردوس (بالإسبانية: Los Gallardos), هي بلدية تقع في مقاطعة المرية. جنوب شرق إسبانيا. يبلغ عدد سكانها 2.887 نسمة.

## وصلات خارجية
- نسخة محفوظة 17 يوليو 2007 at Archive.is (بالإسبانية)